# Baliqiao
Baliqiao (八里桥S, BālǐqiáoP), che significa letteralmente Ponte di otto miglia, è un ponte storico di Pechino, in Cina, situato nel sobborgo che ne porta il nome.

## Il ponte
L'origine esatta del ponte è incerta e, mentre la struttura attuale risale alla tarda Dinastia Ming, ci sono prove dell'esistenza di un ponte nel luogo sin dalla Dinastia Yuan.
Il ponte (桥) è lungo circa 4 km, o più esattamente otto (八) lǐ (里) (spesso chiamati miglia cinesi) da Tongzhou, da cui il nome 八里桥, o Ponte di otto miglia. Esso segnava un tempo il limite della Città Imperiale di Pechino, oltre il quale si trovava la Provincia di Zhīlǐ.
Nel luogo si trovavano un tempo anche un palazzo e un tempio. Era qui che l'imperatore, nei suoi viaggi, si riposava e si cambiava d'abito, per mettersi abiti più comodi di quelli di corte prima di procedere in carrozza. Al suo ritorno passava di nuovo una notte nel complesso per lavarsi e cambiarsi, rimettendosi gli abiti di corte, e fare ritorno a palazzo nella sua vettura trasportata in spalla.
Il canale sopra il quale si trova il ponte è collegato al Palazzo d'Estate, ed era dal ponte che l'imperatore Qianlong iniziò i suoi sei famosi viaggi nel Sud.

## La battaglia
Durante la seconda guerra dell'oppio nel 1860, la mattina del 21 settembre, una forza combinata anglo-francese che aveva occupato Tianjin combatté con un esercito cinese di 30.000 uomini a Baliqiao, ingaggiando la battaglia omonima, con gli europei che inflissero pesanti perdite (si stima intorno alle 25.000) ai cinesi e invadendo poi Pechino. Le truppe francesi, guidate da Charles Guillaume Cousin-Montauban, poi insignito del titolo di  conte di Palikao da Napoleone III, persero solo 1.000 uomini.
Fu allora che gli inviati della corte Qing accettarono tutte le richieste occidentali, incluso il pagamento di indennità e l'accettazione di diplomatici stranieri alla Corte imperiale.

## Baliqiao oggi
Baliqiao si trova oggi al confine tra i distretti di Chaoyang e Tongzhou, presso una stazione della Linea 1 della metropolitana di Pechino. L'autostrada Jingtong attraversa il quartiere.
Un padiglione costruito in stile della Dinastia Qing Dynasty è stato recentemente costruito per proteggere la stele con scritte dell'Imperatore Qianlong.
Oggi non rimane niente del complesso del palazzo e del tempio, ma è stata identificata la loro localizzazione e gli archeologi sono intenzionati a studiare il sito.
Oggi Baliqiao è piuttosto trascurato, con graffiti e scritte che lo deturpano. Ci sono progetti per un nuovo ponte che tolga il traffico da quello storico e così restaurarlo.